# 普吕菲尔
普吕菲尔（法語：Plufur，法語發音：[plyfyʁ]）是法国阿摩尔滨海省的一个市镇，位于该省西部偏北，属于拉尼永区。

## 地理
普吕菲尔（48°36'28"N, 3°34'26"W）面积17.5 平方千米，位于法国布列塔尼大區阿摩尔滨海省，该省份为法国西北部沿海省份，位于布列塔尼半岛北部，北濒大西洋英吉利海峡，西接菲尼斯泰尔省，南至莫尔比昂省，东临伊勒-维莱讷省。
与普吕菲尔接壤的市镇（或旧市镇、城区）包括：特雷迪代尔、朗韦莱克、普莱斯坦莱格雷沃、普卢内兰、特雷梅勒。

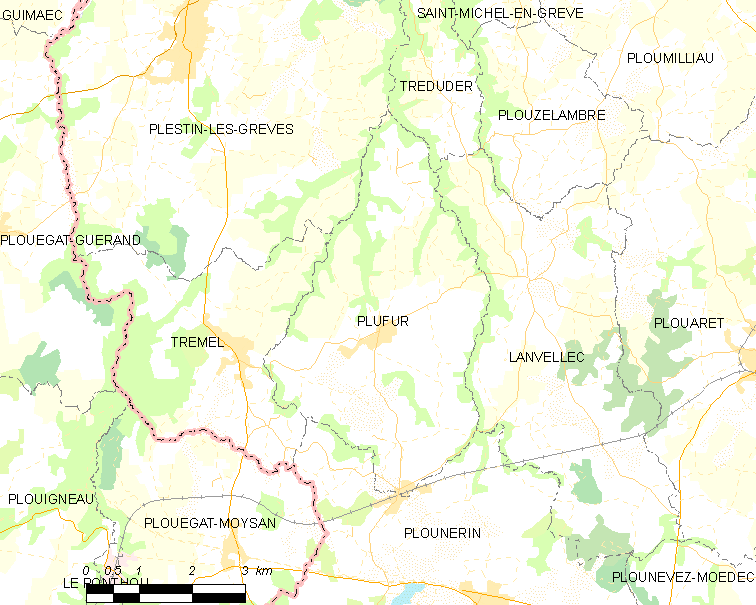
普吕菲尔的OSM定位图

普吕菲尔的时区为UTC+01:00、UTC+02:00（夏令时）。

## 行政
普吕菲尔的邮政编码为22310，INSEE市镇编码为22238。

## 政治
普吕菲尔所属的省级选区为普莱斯坦莱格雷沃县。

## 人口

1962-2008年间普吕菲尔人口变化图示

普吕菲尔于2022年1月1日时的人口数量为533人。